# Mariners Apartment Complex
Mariners Apartment Complex est une chanson de l'auteur-compositrice-interprète américaine Lana Del Rey, sorti le 12 septembre 2018 sous les labels de Polydor et Interscope Records en tant que premier « fan single », issu du prochain album de l'artiste, Norman Fucking Rockwell. La chanson marque la première collaboration entre Del Rey et Jack Antonoff, qui a co-produit et co-écrit la chanson.
Singles de Lana Del Rey
Woman
(2018) Venice Bitch
(2018)

## Sortie
Le 7 septembre 2018, Del Rey a annoncé qu'elle publierait deux nouvelles chansons, avec Mariners Apartment Complex qui sortira la semaine suivante. Elle a ensuite partagé un extrait de la chanson et de la vidéo musicale qui l'accompagne, qui a été tournée par sa sœur, Chuck Grant. La chanson est sortie le 12 septembre après avoir été diffusée pour la première fois sur BBC Radio 1.

## Composition
Mariners Apartment Complex a été caractérisé par Ryan Reed de Rolling Stone comme une chanson psychédélique folklorique. Le critique de Pitchfork, Marc Hogan, a qualifié la chanson de « sombre ballade rock dans le style des années 1970, avec piano, guitare acoustique et cordes froncées ». Mark Beaumont de NME le décrit comme « un classique de Del Rey qui couve de la musique country acoustique soyeuse et des lavages orchestraux ».

## Classements hebdomadaires
| Classements (2018)                               | Meilleure position |
| ------------------------------------------------ | ------------------ |
| Australie (ARIA)                                 | 92                 |
| Belgique (Flandre Ultratop 50 Singles)           | 35                 |
| Canada (Digital Songs)                           | 34                 |
| Croatie (top 100 airplay)                        | 66                 |
| Écosse (OCC)                                     | 72                 |
| Espagne Physique/Digital (PROMUSICAE)            | 14                 |
| États-Unis Alternative Digital Songs (Billboard) | 7                  |
| États-Unis Digital Songs (Billboard)             | 42                 |
| France (SNEP)                                    | 35                 |
| Grèce International Digital (IFPI Greece)        | 37                 |
| Hongrie (Rádiós Top 40)                          | 39                 |
| Irlande (IRMA)                                   | 74                 |
| Nouvelle-Zélande Hot Singles (RMNZ)              | 11                 |
| Royaume-Uni (UK Singles Chart)                   | 79                 |
| Suède (Sverigetopplistan)                        | 76                 |
| Suisse (Schweizer Hitparade)                     | 89                 |